# Voločaevskie dni
Voločaevskie dni (Волочаевские дни) è un film del 1937 diretto da Georgij Vasil'ev e Sergej Vasil'ev.